# Elendur
Elendur is een personage dat voorkomt in de werken van de Engelse schrijver J.R.R. Tolkien.
Elendur was de oudste zoon van Isildur, en aldus was hij diens erfgenaam. Elendur had drie broers: Aratan, Ciryon en Valandil. Normaal gesproken zou hij zijn vader hebben opgevolgd, maar ongelukkigerwijs werd hij samen met zijn vader, Aratan en Ciryon gedood tijdens de ramp bij de Irisvelden.